# Первомайское (Ставропольский край)
Первома́йское — село в Ипатовском городском округе Ставропольского края Российской Федерации.

## Варианты названия
- Первомайское (Янушевское),
- Янушевское,
- Янушевское (Первомайское)[3];

## География
Расположено в северной части Ставропольского края и северо-западной части Ипатовского городского округа.
Климат: резко континентальный, засушливый, с амплитудой колебания температуры воздуха летом свыше +40 °C, зимой ниже -30 °C.
Расстояние до краевого центра: 114 км. Расстояние до районного центра: 65 км.

## История
Село основано в 1877 году ставропольским губернатором Янушевичем.
В 1929 году был образован колхоз «РККА», в 1932 году второй колхоз «Соцживотновод». В 1957 году оба хозяйства были преобразованы в совхоз «Янушевский».
5 апреля 1939 года постановлением крайисполкома Янушевское было переименовано в Первомайское, образовался и одноимённый сельсовет.
До 1 мая 2017 года село было административным центром упразднённого Первомайского сельсовета.

## Население
| 1989 | 2002  | 2010  | 2014  | 2021  | 2023  |
| ---- | ----- | ----- | ----- | ----- | ----- |
| 1592 | ↗1716 | ↘1325 | ↘1200 | ↗1226 | ↘1074 |

По данным переписи 2002 года, 90 % населения — русские.

## Инфраструктура
- Первомайское социально-культурное объединение
- Библиотека. Открыта в 1962 году[12]
- Кладбище села Первомайское (общественное открытое)[13]

## Образование
- Детский сад № 17 «Солнышко»
- Средняя общеобразовательная школа № 11. Открыта 1 сентября 1970 года[14]

## Экономика
На территории поселения с 2006 года образовано два сельскохозяйственных предприятия ООО «Весенний сюжет» (с 2011 года преобразован в ООО «Гелиос») и ООО АПА филиал «Первомайский». Посевная площадь этих предприятий составляет 7602,8 га.

## Эпидемиология
Находится в местности, отнесённой к активным природным очагам туляремии.

## Люди, связанные с селом
- Попов Фёдор Григорьевич (1912, село Янушевка — 1945) — Герой Советского Союза

## Памятники
- Могила лётчика Быкова, кавалериста С. Ягужина, рядового В. Семёнова, погибших в борьбе с фашистами. 1942—1943, 1964 года[16]